# Jordana Spiro
Jordana Spiro, född 12 april 1977 på Manhattan i New York, är en amerikansk skådespelerska, regissör och författare. Hon har som skådespelerska medverkat i flera filmer och TV-serier, såsom Netflix-serien Ozark och TBS-komedin My Boys.
Spiro är född och uppvuxen i New York, tillsammans med sin bror och sina tre systrar. Hon är gift med Matthew Spitzer, och har tillsammans med honom en dotter. Hon pendlar mellan Los Angeles och New York.

## Filmografi (i urval)
- 1996 – Mitt liv, mitt val
- 1997 – Buffy och vampyrerna (TV-serie)
- 1998 – Beverly Hills (TV-serie)
- 1998 – City Guys (TV-serie)
- 1999 – From Dusk Till Dawn 3
- 1999 – Undressed (TV-serie)
- 2005 – CSI: New York (TV-serie)
- 2005 – Cold Case (TV-serie)
- 2005 – På heder och samvete (TV-serie)
- 2005 – Matte söker husse
- 2006–2010 – My Boys (TV-serie)
- 2009 – The Goods: Live Hard, Sell Hard
- 2011 – Trespass
- 2011 – Harry's Law (TV-serie)
- 2011 – Dexter (TV-serie)
- 2017–2018 – Ozark (TV-serie) (även 2022)
- 2021 – Fear Street Part One: 1994
- 2021 – Fear Street Part Two: 1978
- 2021 – Fear Street Part Three: 1666
- 2022 – Law & Order: Special Victims Unit (TV-serie)